# Hysen Bytyqi
Hysen Bytyqi (* 5. Oktober 1968 in Pristina) ist ein kosovarischer Agrarwissenschaftler, der im Kosovo die moderne Nutztierzucht eingeführt hat. Er ist Professor für Nutztierwissenschaften und war Prorektor für Lehre und Studienangelegenheiten an der Universität Prishtina.

## Leben und Wirken
Nach seiner schulischen und landwirtschaftlichen Ausbildung wurde Bytyqi 1994 Vorsitzender des regionalen Landwirtschaftsverbandes Malisheva, der 45 Gemeinden umfasste. Diese Position hatte Bytyqi bis 1999 inne. Parallel dazu studierte er an der landwirtschaftlichen Fakultät an der Universität Prishtina und erwarb das Agrardiplom in Nutztierwissenschaften (1991).
In den Jahren 1999 und 2000 war Bytyqi der Vertreter der Ernährungs- und Landwirtschaftsorganisation der Vereinten Nationen (FAO) als nationaler kosovarischer Consultant. Er war verantwortlich im Projekt „Landwirtschaft 1998“, das die Planung und Verteilung von Saatgut und landwirtschaftlichen Gütern für 1400 Bauern im Kosovo abwickelte. Von 2000 bis 2003 war Bytyqi in der FAO verantwortlich für das Projekt „Farm Reconstruction“ (EFRP). Das Ziel des Projekts mit einem Budget von mehreren Millionen US-Dollar war es, im Nachkriegskosovo die Landwirte mit Nutztieren und Maschinen auszustatten sowie moderne Veterinärdienstleistungen und Verwaltungsorganisationen aufzubauen. Parallel dazu studierte Bytyqi an der Landwirtschaftlichen Universität Tirana und erwarb dort 2003 den Titel eines Masters für Nutztierzucht.
Von 2003 bis 2004 war Bytyqi nationaler Consultant der FAO zur Verbesserung der Bildung in ländlichen Gebieten des Kosovos. Von 2004 bis 2007 arbeitete er für ein FAO-Projekt, das Frauen, Jugendliche und ethnische Minderheiten beim Marketing unterstütze und entspreche Bildungsangebote aufbaute. Zudem arbeitete er 2007 an einem Projekt von USAID, das sich der Schafzucht widmete.
Im Jahr 2006 wurde er mit seiner Arbeit über die „Nutztierzucht und Tierhaltung im Kosovo“ an der Universität in Prishtina zum Doktor der Wissenschaften (Dr.sc.) promoviert. Im Jahr 2007 trat er in die Universität in Prishtina als Hochschullehrer ein mit dem Ziel der Einführung der Nutztierzucht als Studienfach. Gleichzeitig war er 2010 und 2011 nationaler Consultant zur Entwicklung von Universitäts-Studienplänen im Kosovo und ab 2007 zusätzlich Verantwortlicher für Koordination von Forschung und Entwicklung der Universität Prishtina. Seit 2008 ist Bytyqi eine Schlüsselperson für die Entwicklung von Studienprogrammen und die Qualitätssicherung an der Universität von Prishtina und im Kosovo. Ab 2015/16 war Bytyqi politischer Berater des für Hochschulbildung und wissenschaftliche Forschung zuständigen Ministers für Bildung, Wissenschaft und Technologie der Republik Kosovo.
Im Jahr 2012 wurde Bytyqi außerordentlicher Professor. Seit Februar 2017 ist er ordentlicher Professor für Tierzucht und Tierhaltung. 2017 wurde er zudem Prorektor für Qualitätssicherung an der Universität und 2018 bis 2020 war er Prorektor für Lehre und Studienangelegenheiten.

## Fachliche Engagements (Auswahl)
- 2002–2006: Nationale Kontaktperson für das Projekt „Vereinheitlichung und Verbesserung der Auswahl von Haustieren in Südosteuropa“. Norwegen, Noragric, SEE-Programm in der Landwirtschaft
- 2002–2006: Nationale Kontaktperson für das Projekt „Identifizierung und Erhaltung tiergenetischer Ressourcen in Südosteuropa“. Norwegen, Noragric, SEE-Programm für Landwirtschaft
- 2003–heute: Nationale Kontaktperson des Regionalen Netzwerks über tiergenetische Ressourcen auf dem Balkan, koordiniert von „Save Foundation“, Schweiz
- 2007: Durchführung eines Forschungsprojekts zur Zucht von Lacaune-Schafen im Kosovo. Kooperationsprojekt zwischen der Fakultät für Landwirtschaft und Veterinärmedizin und USAID
- 2010–2011: Nationaler Projektkoordinator für das Projekt „Zusammenarbeit in akademischen, wissenschaftlichen und beruflichen Bereichen zwischen der Fakultät für Landwirtschaft und Veterinärmedizin in Prishtina und der Universität für Bodenkultur Wien“, insbesondere Projekt Nr. 4: „Zuchtprogramm für Schafhirten im Kosovo“
- 2011–2014: Nationaler Projektkoordinator für das Projekt „Mit Mineralien verbesserte Lebensmittel- und Futterpflanzen für die Gesundheit von Mensch und Tier“. Programm für Hochschulbildung, Forschung und Entwicklung auf dem westlichen Balkan
- 2011–2014: Nationaler Projektkoordinator für das Projekt „Studie über das autochthone Busha-Rind im Kosovo“.
- 2011–2013: Nationaler Projektkoordinator für das Projekt „Milch- und Qualitätsbewertung im Kosovo – Risiken im Zusammenhang mit Kleinbauernhöfen“. Das Projekt ist eine Zusammenarbeit der Fakultät für Landwirtschaft und Veterinärmedizin, der University of Wisconsin–Madison und der University of Minnesota (USA)
- 2014: Projektkoordinator für das Projekt „Studie über Büffelmilch im Kosovo“
- 2017- heute: Projekt koordinator i Universitetit te Prishtines "Aufbau des Zentrums aus der praktischen Theorie" (T2P-Zentrum). Erasmus + Projekt
- 2019 - heute: Verantwortlich für die Qualitätssicherung des Projekts: Verbesserung der Forschungskultur in der Hochschulbildung im Kosovo. Erasmus + Projekt